# Phaegorista enarges
Phaegorista enarges is een vlinder uit de familie spinneruilen (Erebidae). De wetenschappelijke naam is voor het eerst geldig gepubliceerd in 1930 door Tams.
De soort komt voor in tropisch Afrika.